# اوالد آرما
اوالد آرما (استونیایی: Evald Äärma؛ ۲۸ دسامبر ۱۹۱۱ – ۱۳ اکتبر ۲۰۰۵) ورزشکار پرش با نیزه اهل استونی بود. وی در مسابقات پرش با نیزه بازی‌های المپیک تابستانی ۱۹۳۶ شرکت کرده‌بود.